# كادر

كادر ( UK: /ˈkɑːdər/ أو US: /ˈkædreɪ/ ) الضباط وضباط الصف من الوحدة العسكرية المسؤولة عن تدريب بقية الوحدة.  قد يكون الكادر هو الهيكل الاساسي الدائم للوحدة، حيث يمكن بناء الوحدة الكاملة عند الحاجة. في البلدان التي لديها تجنيد إجباري يمكن أن يتكون الكادر من الموظفين الدائمين في الفوج الذين يقومون بتدريب المجندين المعينين له. المصطلح يأتي من التعبير الفرنسي en cadre، بنفس المعنى.  
في جيش الولايات المتحدة، الكادر هو مجموعة أو عضو في مجموعة من القادة، خاصة في الوحدات التي تدير مدارس تدريب رسمية.  في لغة جيش الولايات المتحدة، الكلمة مفردة وصيغة الجمع. في أكاديمية الولايات المتحدة العسكرية، يُطلق على طلاب الطبقة العليا الذين يقومون بتدريب كاديت الأساسي للطلبة الجدد الكادر. [بحاجة لمصدر]
في القوات المسلحة البريطانية، الكادر عبارة عن مجموعة من المدربين، أو وحدة تدرب المدربين المحتملين أو الضباط غير المفوضين، وفي هذه الحالة عادة ما يشمل أيضًا المتدربين أنفسهم.
مقتبس من الاستخدام العسكري، في خدمات الشرطة الكندية، الكادر هو ضابط فردي. يتم استخدامه بدلاً من رقم الشارة ويستخدم في أنظمة إدارة السجلات لإرسال التقارير. 